# Karl Viereck
Karl Viereck (* 20. Oktober 1853 in Salzwedel; † 3. Juni 1916 in Berlin) war ein deutscher Jurist und Mitglied des Preußischen Abgeordnetenhauses.

## Leben und Wirken
Nach dem Besuch des Gymnasiums in Salzwedel studierte er Rechtswissenschaften an den Universitäten in Heidelberg, Berlin und Halle. Ab 1880 absolvierte er das Referendariat in Salzwedel, Stendal und Magdeburg, um 1880 als Amtar in Bublitz eingesetzt zu werden. 1887 wurde er Landrichter in Lissa und 1894 Amtsgerichtsrat in Inowrozlaw. 1897 ging er als Landgerichtsdirektor nach Schneidemühl. 1906 wurde er zum Landgerichtspräsidenten in Ostrowo ernannt und wechselte als solcher später nach Berlin. In Schneidemühl war er Mitglied der Freimaurerloge Borussia.
Er trug den Titel Geheimer Oberjustizrat.
Von 1904 bis zu seinem Tode 1916 war er Mitglied des Preußischen Abgeordnetenhauses für den Wahlkreis Bromberg 1 (Filehne, Czarnikau, Kolmar) und gehörte zur Fraktion der Freikonservativen.
Er war verheiratet mit Josephine Schoen (1865–1945). Aus der Ehe gingen eine Tochter und vier Söhne hervor, von denen zwei im Ersten Weltkrieg gefallen sind. Seine letzte Ruhestätte fand er auf dem Südwestkirchhof Stahnsdorf.